# Bas van Stokkom
Bas (B.A.M.) van Stokkom (Helmond, 1953) is een Nederlandse filosoof en socioloog en is als docent-onderzoeker verbonden aan het Centrum voor Ethiek van de Radboud Universiteit Nijmegen en de sociologie-faculteit van de Vrije Universiteit Amsterdam.
Met zijn publicatie 'Wat een hufter!' (2010) beschrijft hij de vermeende verruwing en de verharding van de Nederlandse maatschappij. Hij beschouwt hierbij verruwing als 'ongepolijst gedrag', zoals schelden, kwetsen, et cetera, en verharding als 'de afbrokkelende sociale identificatie met anderen'. "Mensen verharden omdat ze zich ergeren aan de verruwing. En verharde mensen uiten zich weer op een ruwe manier. [...] Van verruwing kun je nog zeggen dat het een emotionele impuls is. Verharding gaat veel meer deel uitmaken van je identiteit. Dat is moeilijker terug te draaien." Verder stelt hij dat juist hogeropgeleiden lichtgeraakt zijn.
Met zijn publicatie 'Beledigd in Amsterdam' (2005) schreef hij over de agressie tegen politiemensen, terwijl hij in zijn publicatie 'Emotionele democratie' (1997) nog de positieve tendens betoogde dat in Nederland mensen open en vrij leerden communiceren door het wegvallen van autoritaire gezagsverhoudingen.

## Loopbaan
Van 1970 tot 1978 was Van Stokkom Nederlands kampioen kanoslalom. Hij studeerde in de periode 1977-1983 sociologie in Tilburg, in de periode 1981-1984 filosofie in Amsterdam en promoveerde in 1990 in sociologie. In de periode 1991-1993 was hij medewerker bij de Wiardi Beckman Stichting, 1993-2001 wetenschappelijk onderzoeker aan het Wetenschappelijk Onderzoeks- en Documentatiecentrum van het Ministerie van Justitie. Hij was ook hoofdredacteur van 'Justitiële verkenningen'.